# 刺酸模
刺酸模（学名：Rumex maritimus），又名連明子，为蓼科酸模属下的一种一年生直立草本植物，广泛分布于欧亚大陆和美洲。中国产东北、华北、陕西北部及新疆。生河边湿地、田边路旁，海拔40-1800米。中国周边见于高加索、哈萨克斯坦、俄罗斯（西伯利亚、远东）、蒙古。高15至60厘米，叶披针形，圆锥花序，花两性，结椭圆形瘦果。花期为5至6月，果期为6至7月。